# أل هادن
أل هادن (بالإنجليزية: Al Hadden)‏ هو لاعب كرة قدم أمريكية أمريكي، ولد في 8 نوفمبر 1899 في توليدو في الولايات المتحدة، وتوفي في 1969.

## وصلات خارجية
- أل هادن على موقع مرجع كرة القدم المحترفة.كوم (الإنجليزية)